# Barnhouse

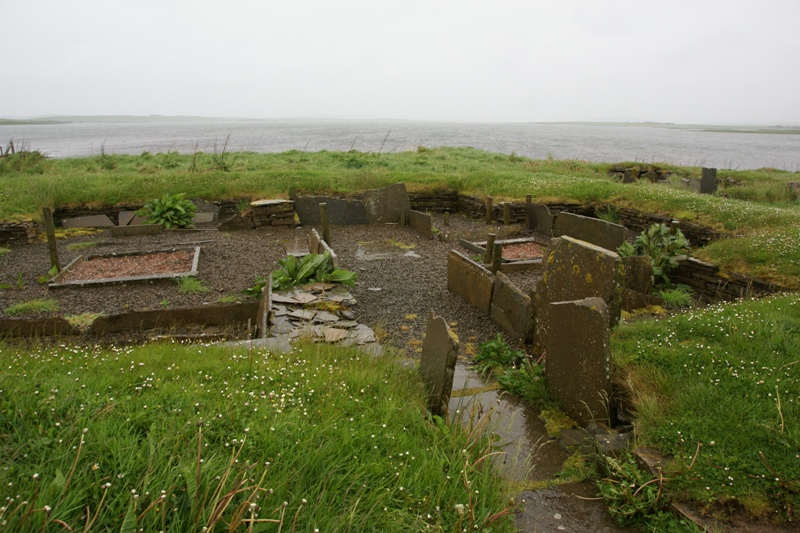
Huis 2 is twee keer zo groot als een gewoon huis. Met rood grint zijn de twee centrale haarden aangegeven.

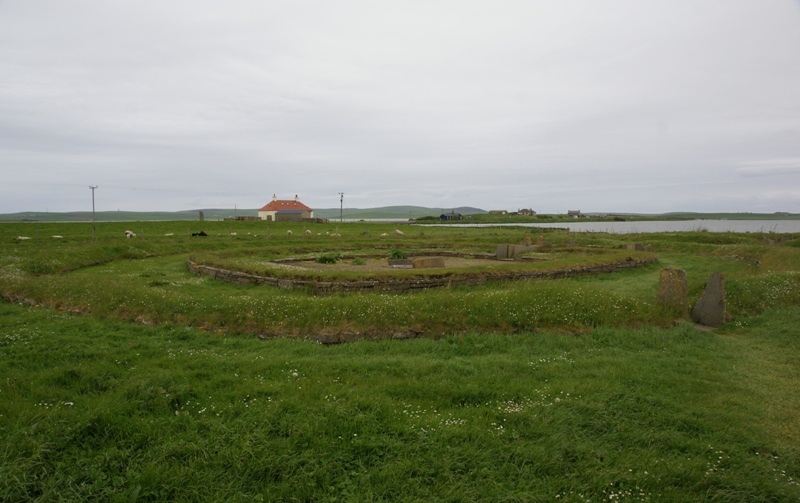
Gebouw 8 gezien uit het zuidoosten. Het centrale gebouw wordt omringd door een lage omwalling.

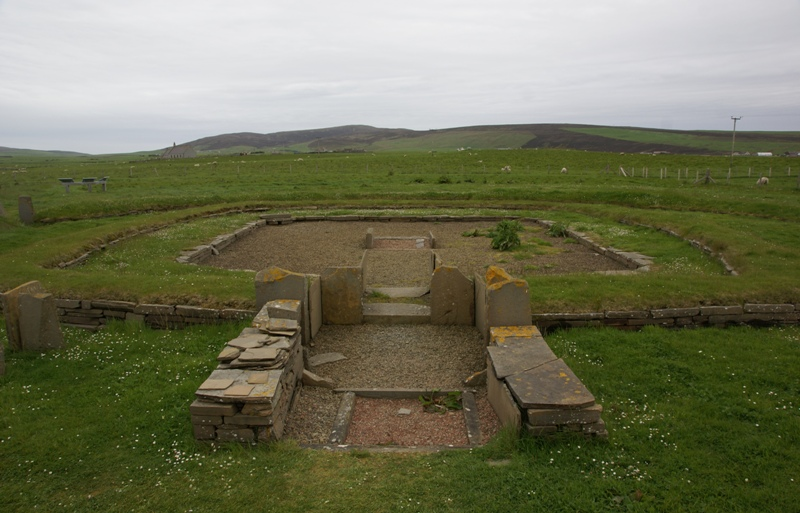
Gebouw 8. In de toegangspassage bevindt zich een haard, die wellicht een religieuze betekenis had. De centrale haard wordt geflankeerd door twee staande stenen, net als bij de Stones of Stenness.

Barnhouse, ook Barnhouse Settlement genoemd, is een neolithische nederzetting, gelegen aan de zuidwestelijke zijde van Loch of Harray op Mainland, een van de Schotse Orkney-eilanden. De nederzetting behoort tot het werelderfgoed Heart of Neolithic Orkney.

## Geschiedenis
De nederzetting van Barnhouse dateert van de periode 3300-3100 v. Chr. tot 2800-2600 v. Chr. en werd daarmee iets eerder gesticht dan de gelijksoortige nederzetting van Skara Brae. Barnhouse raakte in onbruik zo'n 450 jaar voor het ontstaan van Skara Brae. Er zijn aanwijzingen gevonden dat de gebouwen van de nederzetting toen zijn vernietigd.
De nederzetting van Barnhouse werd in 1984 ontdekt en in de periode 1985-1988 archeologisch onderzocht door Colin Richards. Barnhouse is genoemd naar de nabijgelegen boerderij met deze naam.
Na de opgravingen is een klein gedeelte van de nederzetting gereconstrueerd in de vorm van een aantal lage muren die de omtrekken van de gebouwen aangeven.

## Bouw
De nederzetting Barnhouse maakt deel uit van een wijder neolithisch landschap waartoe ook de Stones of Stenness, de graftombe Maes Howe en de Ring of Brodgar behoren.
Barnhouse ligt op een landpunt genaamd Antaness circa 150 meter ten noorden van de Stones of Stenness aan de zuidoever van het Loch of Harray. De nederzetting bestond uit minimaal vijftien gebouwen. De gebouwen zijn genummerd door de archeologen. De grootste gebouwen zijn bekend als structure 2 (of Huis 2) en structure 8 (of Gebouw 8). Beide vrijstaande gebouwen liggen aan de zuidwestzijde van de nederzetting. Huis 2 ligt ten noorden van Gebouw 8. Gebouw 8 werd rond 2600 v. Chr. gebouwd.
Het ontwerp van de gebouwen van Barnhouse vertoont sterke gelijkenissen met de gebouwen van de nederzetting van Skara Brae. Net als Skara Brae zijn de gebouwen voorzien van een centrale haard, hebben stenen 'bedkisten' gebouwd tegen de muren (de zogenaamde box beds) en stenen wandkasten (de zogenaamde stone dressers).
Een significant verschil tussen Barnhouse en Skara Brae is dat de gebouwen van Barnhouse boven de grond werden gebouwd en niet in een grondlaag van huishoudelijk afval (midden). De ovale muren van de gebouwen in Barnhouse zijn aan de buitenzijde met turf bekleed, terwijl aan de binnenzijde de muren met stenen waren bekleed en netjes waren afgewerkt.
In tegenstelling tot Skara Brae is de nederzetting niet voorzien van een netwerk van gangen die toegang geven tot de gebouwen. Er is wel een netwerk aanwezig van stenen afvoeren die naar gemeenschappelijke greppels leiden. De greppels kwamen uit op het meer.
De gebouwen van de nederzetting zijn verschillende keren op dezelfde plaats herbouwd; een van de gebouwen werd zeker vijf keer herbouwd. Een theorie hierover zegt dat een herbouw de dood markeerde van een van de bewoners, wellicht het hoofd van het huishouden.
Net als bij Skara Brae waren er twee gebouwen die apart stonden van de andere gebouwen, te weten Huis 2 en Gebouw 8. Huis 2 is ouder dan Gebouw 8. Huis 2 was vergelijkbaar met de andere huizen in de nederzetting, enkel twee keer zo groot als de andere huizen. Huis 2 was beter gebouwd en had zes box-beds verdeeld over twee kamers, waarbij elke kamer voorzien was van een centrale haard. De toegang van Huis 2 was gericht op het zuidoosten.
Het latere huis, Gebouw 8, was anders gebouwd: meer een massief gebouw met afgewerkte stenen muren, gebouwd op een kunstmatig platform van klei, net zoals bij Maes Howe, en omringd met een lage omwalling. Het huis was circa zeven bij zeven meter groot met muren van drie meter dik. De ronde omwalling was 1,5 meter dik en had een interne diameter van circa twintig meter.
Een drie meter lange toegangspassage bevond zich aan de noordwestelijke zijde, gericht op de zonsopgang van de zomerwende. In deze gang bevond zich een haard geflankeerd door twee rechtopstaande stenen. Waarschijnlijk was deze haard geplaveid met stenen waardoor de haard niet zichtbaar was. De doorgang door de lage omwalling bevond zich aan de oostzijde, uitkijkend richting Maes Howe.
Het interieur had wederom een centrale haard en een stenen wandkast. Deze centrale haard werd niet gebruikt om voedsel te bereiden; dit werd gedaan in de ruimte buiten het huis binnen de omwalling.

## Vondsten
In de nederzetting van Barnhouse werd een groot aantal stenen werktuigen aangetroffen, alsmede verbrande dierenbotten. Verder werden er twee gepolijste stenen bijlen gevonden en een enkel stuk peksteen afkomstig van Arran.
Wat aardewerk betreft, er werd een groot aantal van het type grooved ware aangetroffen. De versieringen op het gevonden aardewerk waren enkel met inkervingen gemaakt. Dit is tevens kenmerkend voor de vroegste fase van Skara Brae. Zowel de versiering als de gebruikte materialen waren identiek aan het aardewerk dat gevonden was bij de nabijgelegen Stones of Stenness. In Gebouw 8 werd een complete vaas van het grooved ware-aardewerk aangetroffen bij de oostelijke muur.
In Huis 2 was ongeveer een meter van de ingang een stenen grafkist (een cist) begraven, waarin zich een aantal menselijke botten bevonden. De plaats was gemarkeerd met een driehoekig stuk steen, waar een ieder die door de ingang kwam overheen moest.

## Interpretaties
Over de bewoners van de nederzetting van Barnhouse en de functie van de gebouwen Huis 2 en Gebouw 8 zijn verschillende theorieën.
De nederzetting kan een gemeenschap zijn geweest, waarbij Huis 2 en Gebouw 8 de huizen waren van verschillende stamhoofden, waarbij elk stamhoofd zijn voorganger probeerde te overtreffen.
Huis 2 en Gebouw 8 zouden ook religieuze gebouwen kunnen zijn geweest of een hal voor bijeenkomsten van de verschillende families die in de nederzetting woonden. De theorie van het gemeenschapsgebouw wordt ondersteund door het feit dat Huis 2 nooit werd herbouwd in tegenstelling tot de kleinere gebouwen.
Een andere theorie stelt dat Barnhouse werd opgericht voor de constructiewerkers die de steencirkel Stones of Stenness hebben gerealiseerd. Dit zou ook verklaren waarom de gebouwen van de nederzetting zijn vernietigd nadat ze niet meer in gebruik waren: de constructiewerkers trokken weg toen hun project af was. Er is ook geopperd dat de bewoners van Barnhouse Maes Howe (mee)bouwden en dat ze wellicht in die graftombe werden begraven.
Weer een andere theorie gaat ervan uit dat het dorp een nederzetting voor priesters was, die zorgdroegen voor de ceremonies die werden uitgevoerd in de Stones of Stenness. Huis 2 lijkt qua opzet op een gekamerde tombe, zoals de Quanterness Chambered Cairn, dus wellicht was diende het gebouw als gemeenschapshal, bedoeld voor ceremoniële doeleinden. Het feit dat Barnhouse in het midden ligt van het Heart of Neolithic Orkney steunt deze theorie. Ook de gelijkenis van de centrale haard in Gebouw 8 met de centrale haard in de Stones of Stenness wijst op een ceremoniële functie.
De opkomst van grotere gebouwen met een speciale functie zoals Huis 2 en Gebouw 8 in de nederzetting van Barnhouse, maar ook in de grotere gebouwen van Skara Brae of Stanydale 'Temple' zijn kenmerkend voor deze periode. In vroegere periodes waren er geen gebouwen met een speciale functie die qua bouwstijl afweken van de overige huizen in de nederzetting.

### Huis 2
De ingang van Huis 2 was gericht op het zuidoosten; dit zou kunnen betekenen dat de ingang gericht was op de zonsopgang van de winterwende, vergelijkbaar met Maes Howe, waarbij dan een lichtstraal het gebouw binnenvalt. In het geval van Huis 2 zou de lichtstraal de plaats markeren waar een stenen grafkist (een cist) was begraven.
Wat tegen deze theorie spreekt, is het feit dat er archeologisch bewijs is dat er voor de ingang van Huis 2 een ander huis stond, dat hoogstwaarschijnlijk de ingang van Huis 2 in de schaduw plaatste.
De stenen grafkist in Huis 2 en de gelijkenis van Huis 2 met gekamerde tombes, wijst er mogelijk ook op dat dit gebouw op de een of andere manier de bewoners van de nederzetting verbond met hun doden of voorouders.

### Gebouw 8
Gebouw 8 is gebouwd op een kleien platform, net zoals Maes Howe. Waar de ingang van Maes Howe, een gebouw van de doden, is gericht op de zonsondergang van de winterwende, wijst de ingang van Gebouw 8, het huis van de levenden, naar de conceptuele tegenhanger: de zonsopgang van de zomerwende.
In de drie meter lange toegang tot de centrale ruimte bevond zich een haard onder de vloer. Die haard zou een symbolische betekenis kunnen hebben gehad, bijvoorbeeld om degene die eroverheen liep geestelijk te zuiveren. De haard zou ook een overblijfsel kunnen zijn geweest van de eerstesteenlegging van Gebouw 8. In ieder geval geeft de vondst van deze haard aan, hoe belangrijk de haard was in de neolithische cultuur.
De opzet van de haard in de toegang van dit gebouw toont gelijkenissen met de opzet van de centrale haard in de Stones of Stenness, die eveneens door twee staande stenen wordt geflankeerd. Ook dit geeft aan hoe belangrijk rituelen waren in zowel het leven als de dood.
Voortbouwende op de theorie dat Gebouw 8 een religieuze functie had, kan er gesteld worden dat de aanwezigheid van een stenen wandkast (de stone dresser) erop wijst dat de stenen wandkast, die in vrijwel alle neolithische huizen wordt aangetroffen, een religieuze functie had en niet enkel als meubel dienstdeed.

## Beheer
Barnhouse wordt beheerd door de Orkney Islands Council.